# Pico do Boi (Capelas)
O Pico do Boi é uma elevação portuguesa localizada na freguesia das Capelas, concelho de Ponta Delgada, na ilha de São Miguel, no arquipélago dos Açores.
Este acidente geológico tem o seu ponto mais elevado a 542 metros de altitude acima do nível do mar. Nas imediações desta formação encontra-se a vila das Capelas, o Pico do Enforcado, o Pico do Cedro e a Lagoa das Canas.